# Ruda (powiat staszowski)
Ruda – wieś w Polsce położona w województwie świętokrzyskim, w powiecie staszowskim, w gminie Rytwiany.
Wieś położona w powiecie sandomierskim województwa sandomierskiego wchodziła w 1662 roku w skład majętności rytwiańskiej Łukasza Opalińskiego. W latach 1975–1998 miejscowość należała administracyjnie do województwa tarnobrzeskiego.

## Dawne części wsi – obiekty fizjograficzne
W latach 70. XX wieku przyporządkowano i opracowano spis lokalnych części integralnych dla Rudy zawarty w tabeli 1.

| Nazwa wsi – miasta  | Nazwy części wsi – miasta                | Nazwy obiektów fizjograficznych – charakter obiektu |
| ------------------- | ---------------------------------------- | --- |
| I. Gromada RYTWIANY |                                          | |
| 1. Ruda             | 1. Błonie 2. Gajówka 3. Kolonia 4. Wzory | 1. Błonie — pole 2. Kały — pastwisko, pole 3. Kolonia — pole 4. Łąki — pole, łąka 5. Niwa — pole, krzaki 6. Pasmugi — łąka, las 7. Piskorniki — pole, pastwisko 8. Poręba — pastwisko, pole 9. Zakręty — pole, łąka 10. Zalesie — pole |

## Literatura
1. Kaczmarek Leon (red. nauk. zeszytu), Taszycki Witold (red. nauk. wyd.): Urzędowe Nazwy miejscowości i obiektów fizjograficznych. 33. Powiat staszowski województwo kieleckie. Komisja ustalania nazw miejscowości i obiektów fizjograficznych (do użytku służbowego). Z: 33. Warszawa: Urząd Rady Ministrów. Biuro do Spraw Prezydiów Rad Narodowych, 1970. Brak numerów stron w książce